# 卡納昂卡拉雅斯

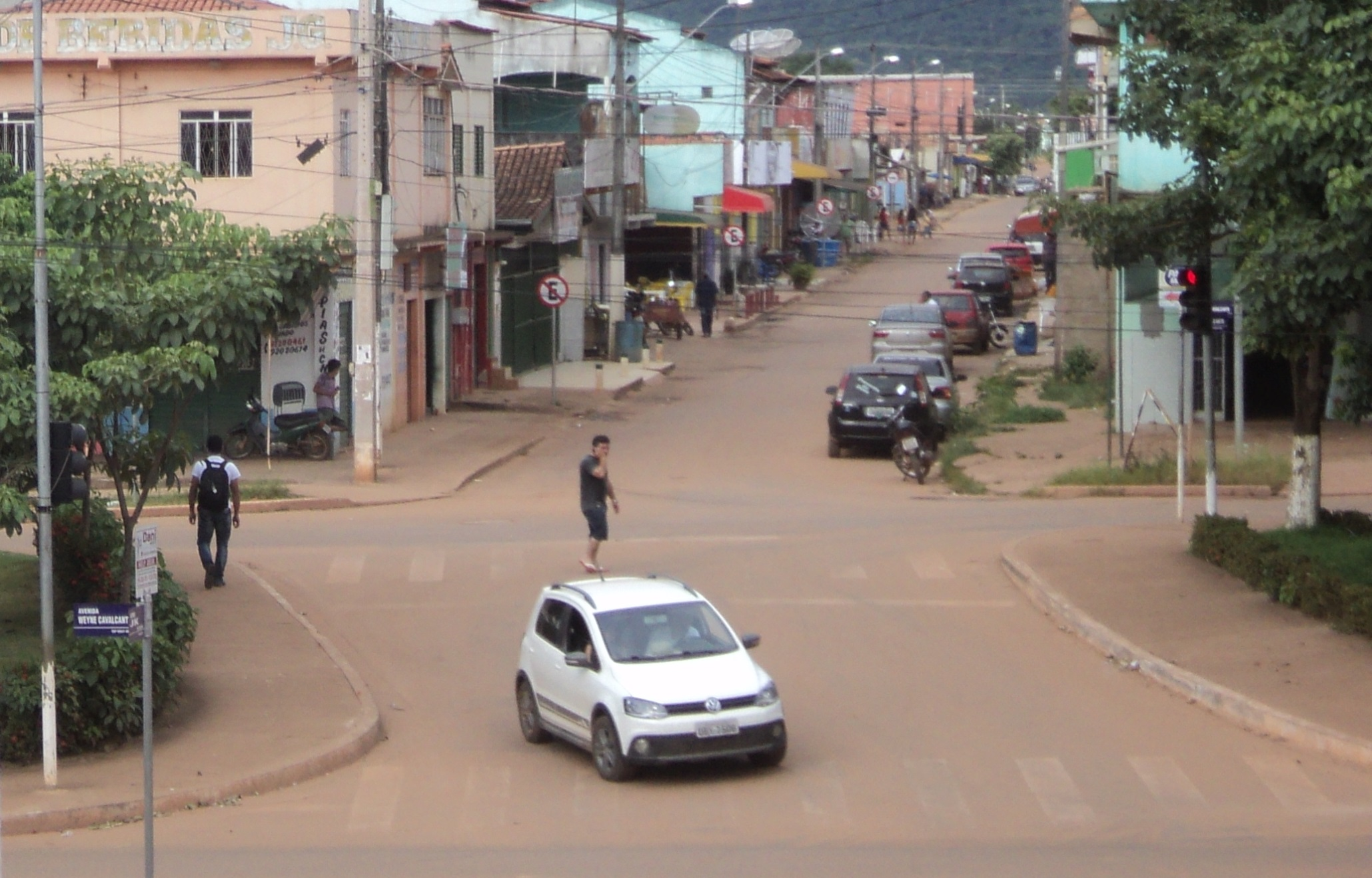
卡納昂卡拉雅斯

卡納昂卡拉雅斯（葡萄牙語：Canaã dos Carajás），是巴西的城鎮，位於該國北部，由帕拉州負責管轄，始建於1982年10月5日，面積3,147平方公里，海拔高度210米，2012年人口29,101，人口密度每平方公里9.25人。